# 印度尼西亚—韩国关系

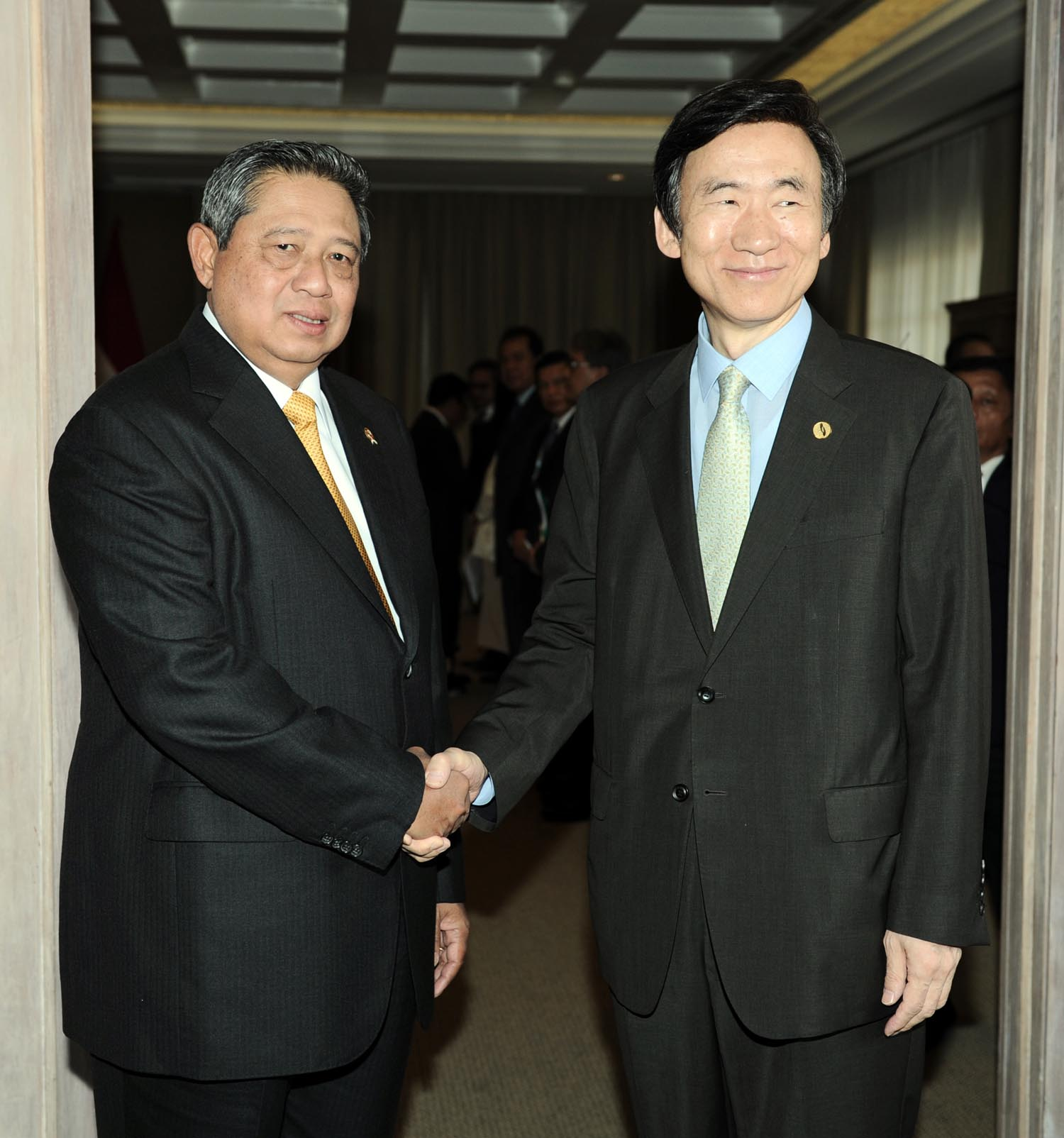
苏西洛·班邦·尤多约诺与韩国外交部长尹炳世於2013年6月14日在巴厘岛拍攝的照片。

印度尼西亞－韓國关系是指大韩民国和印度尼西亚的双边关系。这两个国家皆被认为是中等強國，且都是G-20和APEC的成员国。印度尼西亚和韩国在1973年9月17日正式建立外交关系。韩国大使馆设在雅加达而印度尼西亚大使馆设在首爾。两国关系为特别战略合作伙伴关系。
根据英国广播公司在2014年的民调，48％的印尼人对韩国採正面看法，但有27%表示负面看法。2012年共有约3.8万名印度尼西亚公民生活在韩国。

## 经贸文化
有大量的韩国公司在印尼设厂，例如樂天百貨、韩泰轮胎、三星集团、LG集团、起亚汽车和現代集團。2011年，韩泰轮胎统计他们在印尼境内的工厂投资了353亿美元。
韩国人举行的一些文艺表演（例如 SMTOWN Live第三次世界巡迴演唱會和Music Bank World Tour）都会在印度尼西亚举办。韩国流行文化有部分灵感来自印度尼西亚文化。

## 外交访问
1981年7月，全斗煥访问印度尼西亚，次年10月蘇哈托访问韩国。1988年11月，盧泰愚访问印尼。1994年11月，金泳三访问印尼。2000年，瓦希德分别于2月、10月两度访问韩国。
2005年11月，印尼总统尤多约诺在参加APEC时顺道访问了韩国。2006年，盧武鉉回访印度尼西亚并签署战略协定。2012年3月，尤多约诺总统再度访问韩国，同年11月李明博则访问巴厘岛参加巴厘民主论坛。
2021年6月，韩外长郑义溶访问印度尼西亚，两国外长在会谈结束后共同签署了《关于落实韩国-印尼特别战略伙伴关系的行动计划》，该行动计划加强了两国未来五年内在政务、国防、经济、社会文化等领域合作。